# Böhmerwald (Raumeinheit)

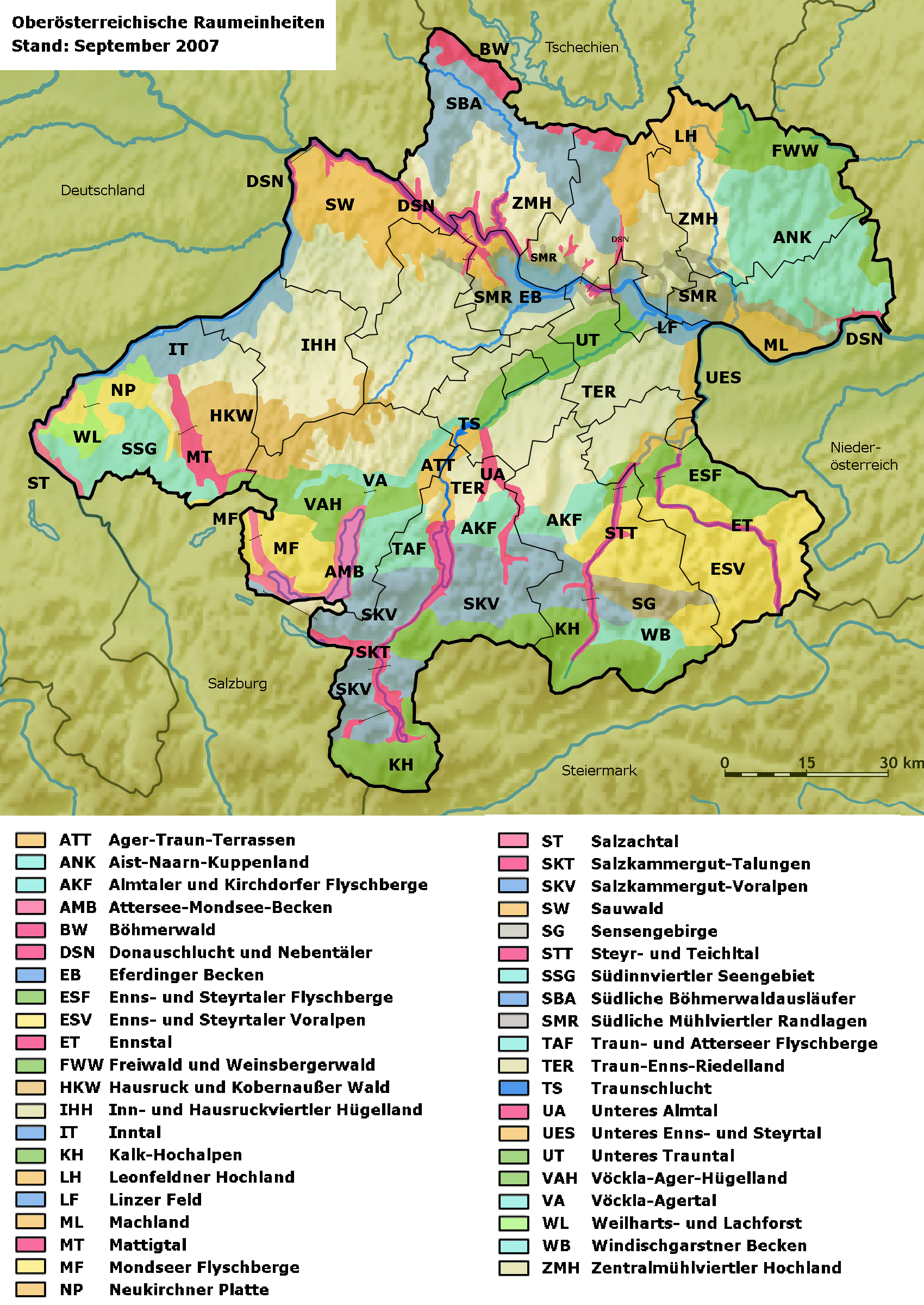
Alle OÖ Raumeinheiten

Die Raumeinheit Böhmerwald ist eine von 41 oberösterreichischen Raumeinheiten und liegt im nördlichen Teil des Mühlviertels.

## Lage
Die Raumeinheit besteht aus drei räumlich getrennten Teilbereichen in den Bezirken Rohrbach und Urfahr-Umgebung. Der Hohe Böhmerwald ist das Kerngebiet und erstreckt sich über 20 Kilometer in der Länge sowie rund fünf Kilometer in der Breite. Der Hinterwald ist der kleinste Teil und der Sternwald der östlichste Teil der Gebiete.
Die Größe der Raumeinheit Böhmerwald beträgt etwa 112,43 Quadratkilometer. Das Gebiet umfasst den kompletten österreichischen Anteil am Böhmerwald, der rund acht Prozent am gesamten Naturraum ausmacht. Die anderen Teile liegen in Deutschland und in Tschechien. Der tiefste Bereich liegt bei rund 800 m ü. A. am Fuße des Sternsteins bei Bad Leonfelden. Die höchste Erhebung des Gebiets ist der Plöckenstein mit 1378 m ü. A.
Folgenden Gemeindegebiete liegen zu einem guten Teil oder gänzlich im Böhmerwald (beginnend im Westen): Schwarzenberg am Böhmerwald, Klaffer am Hochficht, Ulrichsberg, Aigen-Schlägl, Afiesl, Schönegg, Vorderweißenbach und Bad Leonfelden.
Die Raumeinheit ist von folgenden oberösterreichischen Raumeinheiten umgeben (Im Uhrzeigersinn, beginnend im Westen): Südliche Böhmerwaldausläufer und Leonfeldner Hochland.

## Charakteristik
- Sanftwelliger Mittelgebirgsrücken in den höchsten Lagen des Mühlviertels und südöstlicher Ausläufer des Bayerischen und des Tschechischen Böhmerwaldes.
- Wirtschaftswald mit überwiegend Fichten, kleinräumig sind Buchenwälder und Ahorn-Eschen-Wälder zu finden. Fichtenwälder über 1100 Meter Seehöhe sind teilweise sehr naturnah. Seit etwa 40 Jahren findet naturnahe Waldbewirtschaftung (Plenterwirtschaft, Naturverjüngung) statt, wobei nur die Südhänge genutzt werden, dadurch ein dichtes Forststraßennetz. Ozonschäden und starkes Borkenkäferproblem insbesondere im Dreiländereck.
- Zeitweiliges Auftreten von Luchs, Elch und Wolf und seltene Brutvogel-Arten (z. B. Wachtelkönig).
- Gewässernetz ist spärlich und unreguliert, aber meist mit geringem Laubwaldanteil. Die Bäche sind naturnah, oftmals Bach-Hochstaudenfluren mit Alpen-Milchlattich. Der Böhmerwald ist eine Wasserscheide zwischen Elbe und Donau.
- Kleine zerstreute Teiche im Bereich der Wiesen sind als Amphibienlaichgewässer bedeutend. Dichtes Vorkommen von kleineren, sehr ursprünglichen Hochmooren, lokal kleine Quellmoore.
- Landschaftsprägende Grünlandzonen (Wiesen, Weiden) vorhanden, vielfach nährstoffarm mit vielen und seltenen Pflanzenarten (Bürstlingsrasen, Rotschwingelwiesen). In den südlichen Randlagen teils enge Verzahnung mit der angrenzenden Kulturlandschaft des Mühltals.
- Schwarzenbergscher Schwemmkanal als bedeutendes Kulturdenkmal.
- Schitourismus am Hochficht und Sternstein, Langlaufloipen sowie Radtourismus.